# 風俗喜劇
風俗喜劇（ふうぞくきげき、風習喜劇、英語: comedy of manners）とは、古代であれば「ほらふき兵士（Miles Gloriosus）」、イングランド王政復古期であれば「気取り屋（Fop）、「道楽者（Rake）」、あるいは若作りをした老人といったストックキャラクターを多く使って、社会の階級の風習・気取りを風刺した喜劇のこと。話の筋は禁断の情事などのスキャンダルに関することが多いが、ひねりのきいた、しばしば卑猥な会話ほどは重要でないのが一般的である。

## 古代
風俗喜劇は古代ギリシアの劇作家メナンドロスが最初に「新喜劇」の中で発展させたものである。メナンドロスのスタイル、凝った筋、ストックキャラクターは古代ローマの劇作家プラウトゥスやテレンティウスらによって模倣された。プラウトゥスたちの喜劇はルネサンス期に広く有名でコピーされた。

## フランス
もっとも有名な風俗喜劇作家といえば、フランスの劇作家モリエールであろう。モリエールは『お嫁さんの学校（L'école des femmes）』（1662年）、『人間嫌い（Le Misanthrope）』（1666年）、そして一番知られている『タルチェフ（Tartuffe）』（1664年）で、アンシャン・レジームの偽善とうぬぼれを風刺した。

## 英国

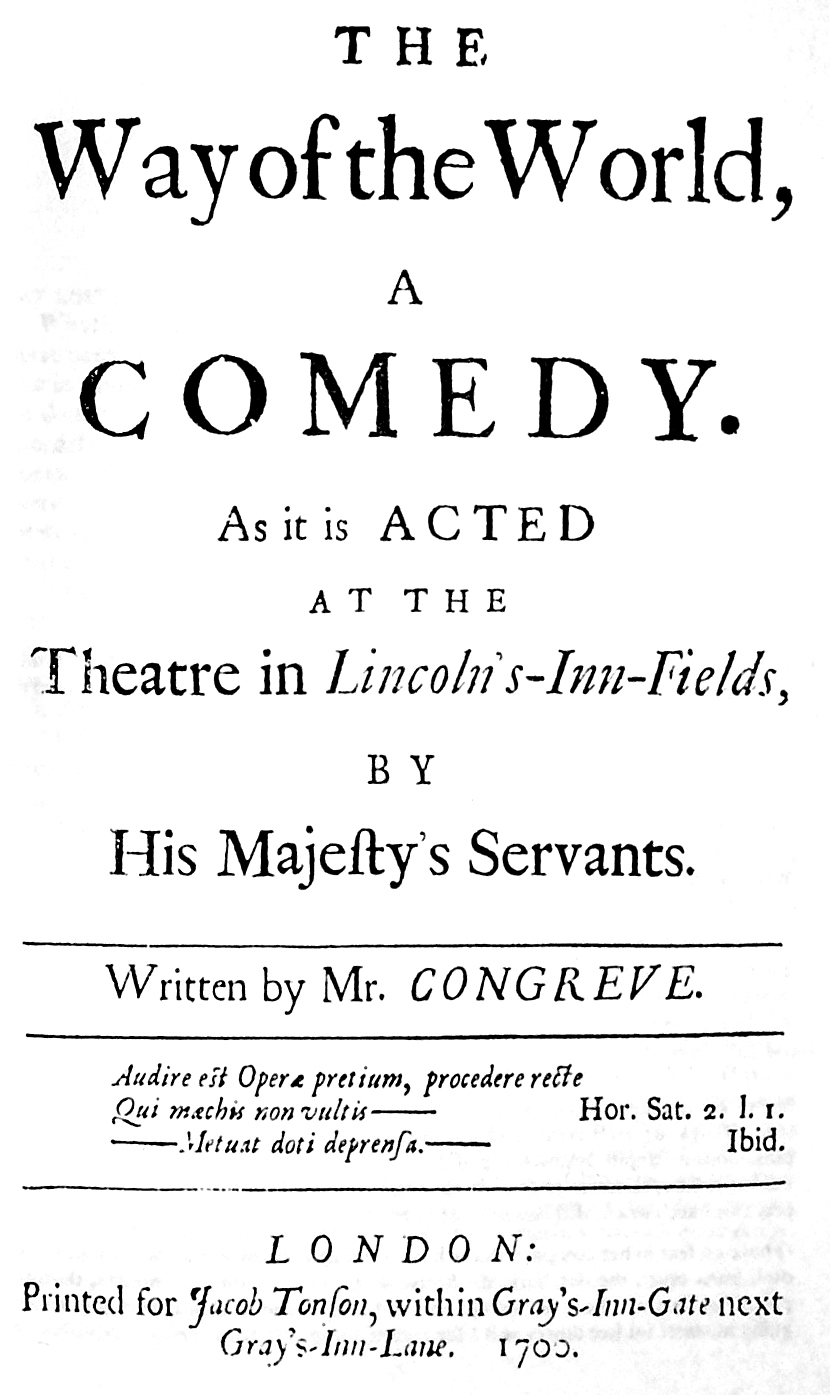
ウィリアム・コングリーヴ『世の習い』初版の表紙（1700年頃）

ウィリアム・シェイクスピアの『空騒ぎ』を最初のイングランドの風俗喜劇（風習喜劇）と見なすこともできるが、それが全盛を誇ったのは王政復古期（1660年 - 1685年または1688年）だった。ベン・ジョンソンの「気質喜劇」に影響を受けた「王政復古期喜劇（Restoration comedy）」はウィットで観客の心を動かし、時事を風刺した。代表的な作品としては、ウィリアム・ウィチャリー（William Wycherley）の『田舎女房（The Country Wife）』（1675年）、ウィリアム・コングリーヴの『世の習い（The Way of the World）』（1700年）がある。18世紀後期には、オリヴァー・ゴールドスミスは『負けるが勝ち、または一夜の取り違え（She Stoops to Conquer）』（1773年）で、リチャード・ブリンズリー・シェリダンは『恋がたき（The Rivals）』（1775年）、『悪口学校（The School for Scandal）』（1777年）で、このジャンルをリバイバルさせた。
凝った作為的な筋立てと警句風の台詞の伝統は、アイルランドの劇作家オスカー・ワイルドに受け継がれ、『ウィンダミア卿夫人の扇』（1892年）、『真面目が肝心』（1895年）が生まれた。20世紀になっても、ノエル・カワードが『枯草熱』（1925年）を書き、サマセット・モームやP・G・ウッドハウスの作品、「ブリティッシュ・シットコム」が現れた。最近ではコニー・ウィリスなどの小説家が現代にこのジャンルを持ち込んでいる。